# Nuoto ai campionati mondiali di nuoto 2009 - 200 metri misti maschili
La specialità dei 200 metri misti maschili ai campionati mondiali di nuoto 2009 si è svolta al complesso natatorio del Foro Italico di Roma, in Italia.
Le qualifiche per la semifinale si sono svolte la mattina del 29 luglio 2009, mentre la semifinale si è svolta la sera dello stesso giorno. La finale si è svolta la sera del 30 luglio 2009.

## Medaglie
| Posizione | Atleta        | Paese       |
| --------- | ------------- | ----------- |
|           | Ryan Lochte   | Stati Uniti |
|           | László Cseh   | Ungheria    |
|           | Eric Shanteau | Stati Uniti |

## Record
Prima di questa manifestazione il record del mondo (RM) e il record dei campionati (RC) erano i seguenti.
|  | 1'54"23 | Michael Phelps Stati Uniti | 15 agosto 2008 Pechino, Cina       |
|  | 1'54"98 | Michael Phelps Stati Uniti | 29 marzo 2007 Melbourne, Australia |

Durante l'evento sono stati migliorati i seguenti record:
| Data      | Evento | Atleta      | Nazione     | Tempo   | Record |
| --------- | ------ | ----------- | ----------- | ------- | ------ |
| 30 luglio | Finale | Ryan Lochte | Stati Uniti | 1'54"10 |        |

## Risultati batterie
| Pos. | Atleta                     | Nazionalità                   | Tempo   | Batteria | Corsia | Note |
| ---- | -------------------------- | ----------------------------- | ------- | -------- | ------ | ---- |
| 1    | László Cseh                | Ungheria                      | 1:56.34 | 9        | 4      |      |
| 2    | Eric Shanteau              | Stati Uniti                   | 1:57.65 | 10       | 4      |      |
| 3    | Leith Brodie               | Australia                     | 1:57.66 | 10       | 7      |      |
| 3    | Thiago Pereira             | Brasile                       | 1:57.66 | 11       | 3      |      |
| 5    | Ryan Lochte                | Stati Uniti                   | 1:57.94 | 11       | 4      |      |
| 6    | James Goddard              | Gran Bretagna                 | 1:58.40 | 9        | 5      |      |
| 7    | Gergő Kis                  | Ungheria                      | 1:58.48 | 9        | 3      |      |
| 8    | Gal Nevo                   | Israele                       | 1:58.55 | 11       | 7      |      |
| 9    | Ken Takakuwa               | Giappone                      | 1:58.60 | 11       | 5      |      |
| 10   | Alessio Boggiatto          | Italia                        | 1:58.81 | 11       | 6      |      |
| 11   | Yannick Lebherz            | Germania                      | 1:58.94 | 11       | 0      |      |
| 12   | Darian Townsend            | Sudafrica                     | 1:58.96 | 10       | 5      |      |
| 13   | Henrique Rodrigues         | Brasile                       | 1:59.21 | 11       | 2      |      |
| 14   | Takurō Fujii               | Giappone                      | 1:59.26 | 10       | 6      |      |
| 15   | Joseph Roebuck             | Gran Bretagna                 | 1:59.65 | 9        | 8      |      |
| 16   | Martin Liivamagi           | Estonia                       | 1:59.95 | 7        | 3      |      |
| 17   | Diogo Carvalho             | Portogallo                    | 2:00.05 | 11       | 1      |      |
| 18   | Tommaso D'Orsogna          | Australia                     | 2:00.31 | 10       | 9      |      |
| 19   | Vytautas Janušaitis        | Lituania                      | 2:00.32 | 9        | 2      |      |
| 20   | Bradley Ally               | Barbados                      | 2:00.44 | 10       | 3      |      |
| 21   | Fabien Horth               | Francia                       | 2:00.47 | 10       | 2      |      |
| 22   | Omar Pinzón                | Colombia                      | 2:00.56 | 8        | 7      |      |
| 23   | Lukasz Wojt                | Polonia                       | 2:00.72 | 11       | 9      |      |
| 24   | Alan Cabello               | Spagna                        | 2:00.73 | 11       | 8      |      |
| 25   | Brenton Cabello            | Spagna                        | 2:01.00 | 9        | 1      |      |
| 26   | Romanos Iasonas Alyfantis  | Grecia                        | 2:01.06 | 9        | 6      |      |
| 27   | Weijia Liu                 | Cina                          | 2:01.11 | 8        | 1      |      |
| 28   | Miguel Molina              | Filippine                     | 2:01.19 | 10       | 8      |      |
| 29   | Martti Aljand              | Estonia                       | 2:01.26 | 7        | 7      |      |
| 30   | Riaan Schoeman             | Sudafrica                     | 2:01.31 | 9        | 7      |      |
| 31   | Sasa Impric                | Croazia                       | 2:01.41 | 8        | 4      |      |
| 32   | Andrej Krylov              | Russia                        | 2:01.43 | 10       | 0      |      |
| 33   | Chris Boe Christensen      | Danimarca                     | 2:01.62 | 8        | 2      |      |
| 34   | Mateusz Matczak            | Polonia                       | 2:01.65 | 9        | 0      |      |
| 35   | Jordan Hartney             | Canada                        | 2:01.69 | 8        | 3      |      |
| 36   | Carlos Almeida             | Portogallo                    | 2:01.78 | 7        | 6      |      |
| 37   | Taki M'rabet               | Tunisia                       | 2:01.81 | 8        | 6      |      |
| 38   | Niksa Roki                 | Croazia                       | 2:01.86 | 6        | 1      |      |
| 39   | Dmitriy Gordiyenko         | Kazakistan                    | 2:02.20 | 8        | 9      |      |
| 40   | Gard Kvale                 | Norvegia                      | 2:02.29 | 9        | 9      |      |
| 41   | Tomas Fucik                | Rep. Ceca                     | 2:02.60 | 8        | 8      |      |
| 41   | Dinko Jukić                | Austria                       | 2:02.60 | 10       | 1      |      |
| 43   | Dominik Dur                | Austria                       | 2:03.59 | 7        | 5      |      |
| 44   | Han Sun                    | Cina                          | 2:03.95 | 7        | 4      |      |
| 45   | Anders Mcintyre            | Canada                        | 2:04.67 | 6        | 2      |      |
| 46   | Mehdi Hamama               | Algeria                       | 2:04.86 | 7        | 1      |      |
| 47   | Raphael Stacchiotti        | Lussemburgo                   | 2:05.51 | 7        | 2      |      |
| 48   | Pedro Pinotes              | Angola                        | 2:05.57 | 6        | 9      |      |
| 49   | Saeed Malekae Ashtiani     | Iran                          | 2:05.96 | 5        | 8      |      |
| 50   | Branden Whitehurst         | Isole Vergini Americane       | 2:06.05 | 4        | 4      |      |
| 51   | Serkan Atasay              | Turchia                       | 2:06.27 | 7        | 9      |      |
| 52   | Rehan Poncha               | India                         | 2:06.29 | 5        | 4      |      |
| 53   | Ezequiel Trujillo          | Messico                       | 2:06.30 | 7        | 0      |      |
| 54   | Mindaugas Margis           | Lituania                      | 2:06.99 | 4        | 7      |      |
| 55   | Haciane Hocine             | Andorra                       | 2:07.46 | 5        | 7      |      |
| 56   | Benjamin Guzman Blanco     | Cile                          | 2:07.50 | 6        | 8      |      |
| 57   | Raul Lopez                 | Messico                       | 2:07.92 | 5        | 6      |      |
| 58   | Laurent Carnol             | Lussemburgo                   | 2:08.01 | 6        | 3      |      |
| 59   | Robert Walsh               | Filippine                     | 12.03   | 6        | 7      |      |
| 60   | JuiTing Chien              | Taipei cinese                 | 2:08.87 | 5        | 3      |      |
| 61   | Jean Luis Gomez            | Rep. Dominicana               | 2:09.08 | 4        | 2      |      |
| 62   | Agnishwar Jayaprakash      | India                         | 2:09.11 | 5        | 1      |      |
| 63   | Dmitriy Shvetsov           | Uzbekistan                    | 2:09.80 | 5        | 5      |      |
| 64   | Radomyos Matjiur           | Thailandia                    | 2:09.91 | 6        | 6      |      |
| 65   | Giorgi Mtvralashvili       | Georgia                       | 2:10.12 | 5        | 0      |      |
| 66   | Diego Castillo             | Panama                        | 2:10.37 | 5        | 2      |      |
| 67   | Berrada Morad              | Marocco                       | 2:10.40 | 4        | 6      |      |
| 68   | Nicholas James             | Zimbabwe                      | 2:10.42 | 3        | 5      |      |
| 69   | Byron Briedenhann          | Namibia                       | 2:10.95 | 3        | 6      |      |
| 70   | KaiWen Pan                 | Taipei cinese                 | 2:11.35 | 6        | 5      |      |
| 71   | Obaid Aljesmi              | Emirati Arabi Uniti           | 2:11.62 | 4        | 0      |      |
| 72   | Ryan Nelthropp             | Isole Vergini Americane       | 2:12.22 | 3        | 2      |      |
| 73   | Dmitrii Aleksandrov        | Kirghizistan                  | 2:12.57 | 4        | 3      |      |
| 74   | Yury Zaharov               | Kirghizistan                  | 2:12.76 | 7        | 8      |      |
| 75   | Sheng Jun Pang             | Singapore                     | 2:13.96 | 6        | 0      |      |
| 76   | Rafael Alfaro              | El Salvador                   | 2:13.99 | 4        | 5      |      |
| 77   | Colin Bensadon             | Gibilterra                    | 2:14.05 | 4        | 1      |      |
| 78   | Roy F. Barahona Fuentes    | Honduras                      | 2:14.18 | 4        | 8      |      |
| 79   | Eli Ebenezer Wong          | Isole Marianne Settentrionali | 2:14.96 | 4        | 9      |      |
| 80   | Marzouq Alsalem            | Kuwait                        | 2:15.38 | 5        | 9      |      |
| 81   | Vincent Perry              | Polinesia francese            | 2:16.89 | 3        | 9      |      |
| 82   | Diguan Pigot               | Suriname                      | 2:18.08 | 3        | 3      |      |
| 83   | Gary Pineda                | Guatemala                     | 2:18.90 | 3        | 7      |      |
| 84   | Benjamin Gabbard           | Samoa Americane               | 2:19.88 | 2        | 7      |      |
| 85   | Jean Marie Emmanuel Froget | Mauritius                     | 2:21.32 | 2        | 2      |      |
| 86   | Andres Castillo            | Panama                        | 2:21.44 | 2        | 6      |      |
| 87   | Pablo Navarrete            | Nicaragua                     | 2:21.45 | 2        | 4      |      |
| 88   | Paul Elaisa                | Figi                          | 2:21.51 | 2        | 0      |      |
| 89   | Kareem Ennab               | Giordania                     | 2:21.72 | 3        | 1      |      |
| 90   | Mathieu Gilles Marquet     | Mauritius                     | 2:25.76 | 2        | 8      |      |
| 91   | Anthony Clark              | Polinesia francese            | 2:31.04 | 2        | 9      |      |
| 92   | Jon Pepaj                  | Albania                       | 2:35.67 | 2        | 1      |      |
| 93   | Mohamed Mujahid            | Maldive                       | 2:40.58 | 1        | 4      |      |
| 94   | Ching Maou Wei             | Samoa Americane               | 2:55.40 | 1        | 3      |      |
| 95   | Hussain Mubah              | Maldive                       | 2:57.09 | 1        | 5      |      |

## Risultati semifinale
| Pos. | Atleta             | Nazionalità   | Batteria | Corsia | Tempo   | Note |
| ---- | ------------------ | ------------- | -------- | ------ | ------- | ---- |
| 1    | Ryan Lochte        | Stati Uniti   | 2        | 3      | 1:55.18 |      |
| 1    | László Cseh        | Ungheria      | 2        | 4      | 1:55.18 |      |
| 3    | Leith Brodie       | Australia     | 2        | 5      | 1:56.75 |      |
| 4    | James Goddard      | Gran Bretagna | 1        | 3      | 1:57.12 |      |
| 5    | Eric Shanteau      | Stati Uniti   | 1        | 4      | 1:57.16 |      |
| 6    | Thiago Pereira     | Brasile       | 1        | 5      | 1:57.35 |      |
| 7    | Ken Takakuwa       | Giappone      | 2        | 2      | 1:58.09 |      |
| 8    | Gergő Kis          | Ungheria      | 2        | 6      | 1:58.11 |      |
| 9    | Gal Nevo           | Israele       | 1        | 6      | 1:58.25 |      |
| 10   | Alessio Boggiatto  | Italia        | 1        | 2      | 1:58.33 |      |
| 11   | Darian Townsend    | Sudafrica     | 1        | 7      | 1:58.50 |      |
| 12   | Takurō Fujii       | Giappone      | 1        | 1      | 1:59.21 |      |
| 13   | Yannick Lebherz    | Germania      | 2        | 7      | 1:59.54 |      |
| 14   | Joseph Roebuck     | Gran Bretagna | 2        | 8      | 1:59.82 |      |
| 15   | Henrique Rodrigues | Brasile       | 2        | 1      | 2:00.25 |      |
| 16   | Martin Liivamagi   | Estonia       | 1        | 8      | 2:01.24 |      |

## Risultati finale
| Pos. | Atleta         | Nazionalità   | Corsia | Tempo   | Note |
| ---- | -------------- | ------------- | ------ | ------- | ---- |
|      | Ryan Lochte    | Stati Uniti   | 4      | 1:54.10 |      |
|      | László Cseh    | Ungheria      | 5      | 1:55.24 |      |
|      | Eric Shanteau  | Stati Uniti   | 2      | 1:55.36 |      |
| 4    | Thiago Pereira | Brasile       | 7      | 1:55.55 |      |
| 5    | Leith Brodie   | Australia     | 3      | 1:56.69 |      |
| 6    | James Goddard  | Gran Bretagna | 6      | 1:57.93 |      |
| 7    | Ken Takakuwa   | Giappone      | 1      | 1:58.02 |      |
| 8    | Gergő Kis      | Ungheria      | 8      | 1:59.32 |      |